# Westmoreland megye (Virginia)
Westmoreland megye az Amerikai Egyesült Államokban, azon belül Virginia államban található. Megyeszékhelye Montross, legnagyobb városa Colonial Beach. Lakosainak száma 18 477 fő (2020. április 1.). Westmoreland megye Charles, Essex, Saint Mary's, Northumberland, Richmond és King George megyékkel határos.

## Népesség
A megye népességének változása:
| Lakosok száma | 17 450 | 17 623 | 17 528 | 17 612 | 17 629 | 18 477 |
|               | 2010   | 2011   | 2012   | 2013   | 2015   | 2020   |